# Дуель двох неаполітанок
«Дуель двох неаполітанок» (ісп. Duelo de mujeres) — картина неаполітанського художника Хосе де Рібери (1591—1652), іспанця за походженням.

## Передісторія
У середині 16 століття (1552) в місті Неаполь сталася незвичайна подія. Дві молоді панянки билися на дуелі за право забрати собі коханого. Ним був Фабіо де Зересола.
Дуелі не новина в добу відродження та бароко.  Але дуелі не були притаманні жінкам. Однак в декотрих випадках жінки не намагались знайти власні засоби вирішення проблем, а починали копіювати поедінку  чоловіків. Саме так намагались вирішити свою проблему дві неаполітанки — Діамбра де Петтінелла та Ізбелла де Карацці. Аби надати законність власному двобою зі зброєю на подію був запрошений маркіз де Васта. Маркіз погодився і жіноча дуель відбулася.
Дуель двох жінок і смерть одної з них викликала чималий розголос, про саму подію довго згадували. Навіть в першу третину 17 століття про подію не забули (майже через 80 років).  Старадавня подія привабила увагу художника Хосе де Рібера власною незвичністю і стала привідом для створення картини.

## Опис твору
На передньому плані картини відбувається фінальна частина події. Одна з жінок готується завдати останнього удару. Друга вже має рану на шиї і стікає кров'ю. Вона вже не може підвестися і тримати зброю, але ще намагається захистити себе щитом.
Бароко полюбляло контрасти. Використовував контрасти і Хосе де Рібера. Обидві учасниці дуели красуні, але поводять себе як безжальні гладіатори-чоловіки, схиблені на перемозі за всяку ціну, коли життя — нічого не варте. (Ті, хто не знав історію створення картини, вважали твір саме двобоєм жінок-гладіаоторів). Одяг жінок умовно історичний, він нагадує одяг Стародавнього Риму. Таким засобом Хосе де Рібера намагався відтворити подію 80-річної давнини.
За пораненою красунею виділається чоловіча постать бороданя. Вважають, що так Хосе де Рібера подав маркіза де Васта. Дуель двох жінок привабила увагу натовпу. Смерть не новина в Неаполі, необхідність захищати себе — повсякденна. Тому на дуель суворі чоловіки прибули зі зброєю.
Загадкою залишається згода маркіза бути фактично секундантом жіночої дуели. Адже їх кохання — приватна справа двох жінок, а не суспільна подія і не двобій ображеної честі двох військових офіцерів.